# Prostatès
Dans l'Athènes antique, le prostatès est un garant ou un tuteur d'un métèque.

## À Athènes
Lorsqu'un étranger veut prendre le statut de métèque à Athènes, il doit se choisir un citoyen pour prostatès et se faire enregistrer avec son aide dans son dème. Le métèque et le prostatès restent liés en permanence. C'est aussi l'ancien maître de l'esclave affranchi. Après son affranchissement, tout esclave ainsi libéré reçoit le statut de métèque avec son ancien maître pour prostatès. Le métèque fait appel à un prostatès s'il est accusé dans un procès civil. 

## Dans les monarchies hellénistiques
Lors des accords de Babylone qui suivent la mort d'Alexandre le Grand en juin -323, Cratère est désigné prostatès, soit tuteur, des rois Philippe III Arrhidée et Alexandre IV. La prostasie ne semble pas avoir été renouvelée à l'issue des accords de Triparadisos.

## Sources
Traité des lois (frag. 15)